# Turrisipho lachesis
Turrisipho lachesis är en snäckart som först beskrevs av Morch 1869.  Turrisipho lachesis ingår i släktet Turrisipho och familjen valthornssnäckor. Inga underarter finns listade i Catalogue of Life.